# Thân vương quốc Salm
Thân vương quốc Salm (tiếng Đức: Fürstentum Salm) là một nhà nước trên danh nghĩa thuộc Đế chế La Mã Thần thánh, được thành lập vào năm 1802, tuy nhiên, nó lại là một nhà nước lệ thuộc của Pháp dưới thời Tổng tài và sau là Đệ Nhất Đế chế Pháp. Được Tổng tài Napoleon Bonaparte lập ra nhầm đền bù cho các Thân vương xứ Salm-Kyrburg và Salm-Salm, vì họ đã mất lãnh thổ của mình vào tay Pháp trong giai đoạn 1793-1795. Phần lớn lãnh thổ được lấy từ Giáo phận vương quyền Münster trong quá trình Hòa giải Đức.
Thủ đô của Thân vương quốc Salm là Bocholt. Salm có diện tích khoảng 1.760 km2 và dân số 59.086 người. Nó có diện tích gần bằng diện tích của huyện Borken ngày nay. Lãnh thổ này được cai trị chung bởi các Thân vương Salm-Kyrburg và Thân vương Salm-Salm. Nó gia nhập Liên bang Rhein vào năm 1806. Salm bị sáp nhập vào Đệ Nhất Đế chế Pháp vào năm 1811 và sau khi Napoleon thất bại, Đại hội Viên đã trao nó cho Vương quốc Phổ và trở thành một phần cực Tây của tỉnh Westphalia. Năm 1871, Đế quốc Đức sử dụng một lá cờ giống hệt lá cờ ba màu của Salm.